# 布賴斯蘭 (加利福尼亞州)
布賴斯蘭（英語：Briceland）是位於美國加利福尼亞州洪堡縣的一個非建制地區。該地的面積和人口皆未知。

## 地理
布賴斯蘭的座標為40°06′29″N 123°54′00″W / 40.10806°N 123.90000°W，而該地的平均海拔高度為181米（即594英尺）。